# Verenigde Staten op de Olympische Winterspelen 1998
Tijdens de Olympische Winterspelen van 1998, die in Nagano (Japan) werden gehouden, namen Verenigde Staten voor de achttiende keer deel.

## Medailleoverzicht
| Sport          | Olympiër                    | Discipline   | Medaille |
| -------------- | --------------------------- | ------------ | -------- |
| Alpineskiën    | Picabo Street               | super g (v)  | Goud     |
| Freestyleskiën | Jonny Moseley               | moguls (m)   | Goud     |
| Freestyleskiën | Eric Bergoust               | aerials (m)  | Goud     |
| Freestyleskiën | Nikki Stone                 | aerials (v)  | Goud     |
| Kunstrijden    | Tara Lipinski               | vrouwen      | Goud     |
| IJshockey      | Olympisch team              | vrouwen      | Goud     |
| Kunstrijden    | Michelle Kwan               | vrouwen      | Zilver   |
| Rodelen        | Chris Thorpe Gordon Sheer   | dubbel       | Zilver   |
| Schaatsen      | Chris Witty                 | 1000 m (v)   | Zilver   |
| Rodelen        | Mark Grimmette Brian Martin | dubbel       | Brons    |
| Schaatsen      | Chris Witty                 | 1500 m (v)   | Brons    |
| Snowboarden    | Ross Powers                 | halfpipe (m) | Brons    |
| Snowboarden    | Shannon Dunn                | halfpipe (v) | Brons    |

## Deelnemers en resultaten
(m) = mannen, (v) = vrouwen 

### Alpineskiën
| Olympiër         | Discipline       | Resultaat | Prestatie                                                        |
| ---------------- | ---------------- | --------- | ---------------------------------------------------------------- |
| Chad Fleischer   | super g (m)      | 34e       | 1.40,19 (+5,37)                                                  |
| Chad Fleischer   | combinatie (m)   | dnf-s1    | opgave slalom run 1                                              |
| Sacha Gros       | reuzenslalom (m) | 26e       | 2.46,89 (+8,38) 1.24,57+1.22,32                                  |
| Matt Grosjean    | slalom (m)       | 15e       | 1.52,56 (+3,25) 56,58+55,98                                      |
| Matt Grosjean    | combinatie (m)   | dnf-s2    | opgave slalom run 2 slalom: — (48,32+dnf)                        |
| A J Kitt         | afdaling (m)     | dnf       | opgave                                                           |
| Chip Knight      | slalom (m)       | dnf-1     | opgave run 1                                                     |
| Andy LeRoy       | slalom (m)       | dnf-1     | opgave run 1                                                     |
| Bode Miller      | reuzenslalom (m) | dq-2      | diskwalificatie run 2 1.56,98+dq (1.24,68)                       |
| Bode Miller      | slalom (m)       | dnf-2     | opgave run 2 57,52+dnf                                           |
| Tommy Moe        | afdaling (m)     | 12e       | 1.51,43 (+1,32)                                                  |
| Tommy Moe        | super g (m)      | 8e        | 1.35,97 (+1,15)                                                  |
| Casey Puckett    | reuzenslalom (m) | dnf-1     | opgave run 1                                                     |
| Daron Rahlves    | super g (m)      | 7e        | 1.35,96 (+1,14)                                                  |
| Daron Rahlves    | reuzenslalom (m) | 20e       | 2.43,59 (+5,08) 1.22,81+1.20,78                                  |
| Kyle Rasmussen   | afdaling (m)     | 9e        | 1.51,09 (+0,98)                                                  |
| Kyle Rasmussen   | super g (m)      | 13e       | 1.36,52 (+1,70)                                                  |
| Jason Rosener    | afdaling (m)     | 15e       | 1.52,33 (+2,22)                                                  |
| Jason Rosener    | combinatie (m)   | dnf-s1    | opgave slalom run 1                                              |
|                  |                  |           |                                                                  |
| Kirsten Clark    | afdaling (v)     | 28e       | 1.32,25 (+2,36)                                                  |
| Kirsten Clark    | super g (v)      | dnf       | opgave                                                           |
| Kirsten Clark    | combinatie (v)   | 18e       | 2.52,25 (+11,51) afdaling: 1.31,47 slalom: 1.20,78 (41,75+39,03) |
| Kristina Koznick | slalom (v)       | dnf-2     | opgave run 2 46,73+dnf                                           |
| Caroline Lalive  | reuzenslalom (v) | dnf-1     | opgave run 1                                                     |
| Caroline Lalive  | combinatie (v)   | 7e        | 2.44,76 (+4,02) afdaling: 1.31,05 slalom: 1.13,71 (37,29+36,42)  |
| Jonna Mendes     | afdaling (v)     | 17e       | 1.30,89 (+1,00)                                                  |
| Jonna Mendes     | super g (v)      | 32e       | 1.20,35 (+2,33)                                                  |
| Jonna Mendes     | combinatie (v)   | 14e       | 2.48,59 (+7,85) afdaling: 1.31,16 slalom: 1.17,43 (39,92+37,51)  |
| Katie Monahan    | afdaling (v)     | 26e       | 1.32,22 (+2,33)                                                  |
| Katie Monahan    | super g (v)      | 29e       | 1.20,25 (+2,23)                                                  |
| Tasha Nelson     | slalom (v)       | dq-1      | diskwalificatie run 1                                            |
| Julie Parisien   | reuzenslalom (v) | 28e       | 3.02,78 (+12,19) 1.25,34+1.37,44                                 |
| Julie Parisien   | slalom (v)       | 13e       | 1.36,35 (+3,95) 47,91+48,44                                      |
| Sarah Schleper   | reuzenslalom (v) | dnf-2     | opgave run 2 1.23,63+dnf                                         |
| Sarah Schleper   | slalom (v)       | 22e       | 1.39,42 (+7,02) 49,17+50,25                                      |
| Alex Shaffer     | reuzenslalom (v) | dnf-2     | opgave run 2 1.25,02+dnf                                         |
| Alex Shaffer     | combinatie (v)   | 9e        | 2.45,24 (+4,50) afdaling: 1.32,53 slalom: 1.12,71 (37,33+35,38)  |
| Picabo Street    | afdaling (v)     | 6e        | 1.29,54 (+59,65)                                                 |
| Picabo Street    | super g (v)      | Goud      | 1.18,02                                                          |

### Biatlon
| Olympiër                                                            | Discipline             | Resultaat | Prestatie |
| ------------------------------------------------------------------- | ---------------------- | --------- | --- |
| Jay Hakkinen                                                        | 10 km (m)              | 60e       | 31.31,6 (+4.15,4) pen.: 3 (1 + 2) |
| Jay Hakkinen                                                        | 20 km (m)              | 42e       | 1:02.10,3 (+6.53,9) pen.: 4 (1 + 1 + 0 + 2) |
| Robert Rosser                                                       | 20 km (m)              | 69e       | 1:08.35,7 (+12.19,3) pen.: 7 (1 + 4 + 1 + 1) |
| Dan Westover                                                        | 10 km (m)              | 49e       | 30.39,5 (+3.23,3) pen.: 1 (1 + 0) |
| Team Jay Hakkinen Dan Westover Andrew Erickson Robert Rosser        | 4x7,5 km estafette (m) | 17e       | 1:28.13,9 (+6.37,7) pen.: 0-15 20.37,7 pen.: 0-4 (0-2 + 0-2) 22.14,0 pen.: 0-4 (0-3 + 0-1) 22.57,2 pen.: 0-5 (0-2 + 0-3) 22.25,0 pen.: 0-2 (0-1 + 0-1) |
|                                                                     |                        |           | |
| Deborah Nordyke                                                     | 7,5 km (v)             | 48e       | 25.50,5 (+2.42,5) pen.: 2 (0 + 2) |
| Kristina Sabasteanski                                               | 7,5 km (v)             | 33e       | 25.12,2 (+2.04,2) pen.: 1 (1 + 0) |
| Kara Salmela                                                        | 15 km (v)              | 56e       | 1:04.43,7 (+10.51,7) pen.: 5 (1 + 0 + 3 + 1) |
| Ntala Skinner                                                       | 15 km (v)              | 61e       | 1:09.09,0 (+15.17,0) pen.: 3 (1 + 0 + 0 + 2) |
| Stacey Wooley                                                       | 7,5 km (v)             | 58e       | 27.03,0 (+3.55,0) pen.: 3 (1 + 2) |
| Stacey Wooley                                                       | 15 km (v)              | 55e       | 1:03.57,3 (+9.05,3) pen.: 2 (1 + 1 + 0 + 0) |
| Team Ntala Skinner Stacey Wooley Kara Salmela Kristina Sabasteanski | 4x7,5 km estafette (v) | 15e       | 1:48.30,2 (+8.16,6) pen.: 1-12 26.35,0 pen.: 0-3 (0-1 + 0-2) 27.12,1 pen.: 0-1 (0-0 + 0-1) 26.21,2 pen.: 0-3 (0-3 + 0-0) 28.21,9 pen.: 1-5 (0-2 + 1-3) |

### Bobsleeën
| Olympiër                                              | Discipline                        | Resultaat | Prestatie                                       |
| ----------------------------------------------------- | --------------------------------- | --------- | ----------------------------------------------- |
| Brian Shimer Garrett Hines                            | 2-mansbob (m) Verenigde Staten I  | 10e       | 3.38,75 (+1,51) (54,88 / 54,79 / 54,42 / 54,66) |
| Jim Herberich Robert Olesen                           | 2-mansbob (m) Verenigde Staten II | 7e        | 3.38,53 (+1,29) (54,91 / 54,70 / 54,46 / 54,46) |
| Brian Shimer Nathan Minton Randy Jones Garrett Hines  | 4-mansbob (m) Verenigde Staten I  | 5e        | 2.40,08 (+0,67) (52,93 / 53,42 / 53,73)         |
| Jim Herberich Darrin Steele John Kasper Robert Olesen | 4-mansbob (m) Verenigde Staten II | 12e       | 2.41,27 (+1,86) (53,74 / 53,72 / 53,81)         |

### Curling
| Olympiër                                                               | Discipline | Resultaat | Prestatie |
| ---------------------------------------------------------------------- | ---------- | --------- | --- |
| Tim Somerville Mike Peplinski Myles Brundidge John Gordon Tim Solin    | mannen     | 4e        | Groepsfase: 2- 6 Verenigde Staten - Zweden 3-11 Verenigde Staten - Canada 7- 6 Verenigde Staten - Noorwegen 2- 7 Verenigde Staten - Zwitserland 8- 5 Verenigde Staten - Duitsland 6- 8 Verenigde Staten - Japan 6- 3 Verenigde Staten - Groot-Brittannië Tie-Break: 5- 2 Verenigde Staten - Zweden 5- 4 Verenigde Staten - Japan Halve finale: 1- 7 Verenigde Staten - Canada Bronzen finale: 4- 9 Verenigde Staten - Noorwegen |
| Lisa Schoeneberg Erika Brown Debbie Henry Lori Mountford Stacey Liapis | vrouwen    | 5e        | Groepsfase: 6- 7 Verenigde Staten - Canada 5- 8 Verenigde Staten - Zweden 8- 5 Verenigde Staten - Duitsland 5- 8 Verenigde Staten - Groot-Brittannië 5- 8 Verenigde Staten - Denemarken 8- 9 Verenigde Staten - Noorwegen 10- 2 Verenigde Staten - Japan |

### Freestyleskiën
| Olympiër         | Discipline  | Resultaat | Prestatie                           |
| ---------------- | ----------- | --------- | ----------------------------------- |
| Jonny Moseley    | moguls (m)  | Goud      | 26,93 p. (kwalificatie: 26,53 p.)   |
| Alexander Wilson | moguls (m)  | 10e       | 24,68 p. (kwalificatie: 24,32 p.)   |
| Jim Moran        | moguls (m)  | 23e       | dnq (kwalificatie: 22,90 p.)        |
| Evan Dybvig      | moguls (m)  | 31e       | dnq (kwalificatie: 4,55 p.)         |
| Eric Bergoust    | aerials (m) | Goud      | 255,64 p. (kwalificatie: 232,61 p.) |
| Britt Swartley   | aerials (m) | 5e        | 231,61 p. (kwalificatie: 247,08 p.) |
| Mariano Ferrario | aerials (m) | 15e       | dnq (kwalificatie: 186,98 p.)       |
| Matt Chojnacki   | aerials (m) | 21e       | dnq (kwalificatie: 165,08 p.)       |
| Donna Weinbrecht | moguls (v)  | 4e        | 24,02 p. (kwalificatie: 23,35 p.)   |
| Liz McIntyre     | moguls (v)  | 8e        | 23,72 p. (kwalificatie: 23,07 p.)   |
| Ann Battelle     | moguls (v)  | 10e       | 23,65 p. (kwalificatie: 21,24 p.)   |
| Nikki Stone      | aerials (v) | Goud      | 193,00 p. (kwalificatie: 174,00 p.) |
| Tracy Evans      | aerials (v) | 17e       | dnq (kwalificatie: 147,23 p.)       |
| Stacey Blumer    | aerials (v) | 20e       | dnq (kwalificatie: 130,90 p.)       |

### Kunstrijden
| Olympiër                         | Discipline | Resultaat | Prestatie                                                 |
| -------------------------------- | ---------- | --------- | --------------------------------------------------------- |
| Todd Eldredge                    | mannen     | 4e        | 5,5 p. (korte kür: 3 - lange kür: 4)                      |
| Michael Weiss                    | mannen     | 7e        | 11,5 p. (korte kür: 11 - lange kür: 6)                    |
| Tara Lipinski                    | vrouwen    | Goud      | 2,0 p. (korte kür: 2 - lange kür: 1)                      |
| Michelle Kwan                    | vrouwen    | Zilver    | 2,5 p. (korte kür: 1 - lange kür: 2)                      |
| Nicole Bobek                     | vrouwen    | 17e       | 25,5 p. (korte kür: 17 - lange kür: 17)                   |
| Kyoko Ina Jason Dungjen          | paarrijden | 4e        | 6,0 p. (korte kür: 4 - lange kür: 4)                      |
| Jenni Meno Todd Sand             | paarrijden | 8e        | 12,0 p. (korte kür: 6 - lange kür: 9)                     |
| Elizabeth Punsalan Jerod Swallow | ijsdansen  | 7e        | 14,0 p. (verpl.1: 7 - verpl.2: 7 - org.: 7 - vrij: 7)     |
| Jessica Joseph Charles Butler    | ijsdansen  | 21e       | 41,4 p. (verpl.1: 22 - verpl.2: 20 - org.: 20 - vrij: 21) |

### Langlaufen
| Olympiër                                                    | Discipline                    | Resultaat | Prestatie                                           |
| ----------------------------------------------------------- | ----------------------------- | --------- | --------------------------------------------------- |
| John Bauer                                                  | 10 km klassiek (m)            | 41e       | 29.58,4 (+2.33,9)                                   |
| John Bauer                                                  | 30 km klassiek (m)            | 47e       | 1:44.15,3 (+10.19,5)                                |
| John Bauer                                                  | 50 km vrije stijl (m)         | 53e       | 2:24.45,4 (+19.37,2)                                |
| John Bauer                                                  | achtervolging 10 km+15 km (m) | 47e       | +5.46,9 (10 km:29.58 + 15 km:42.50,6)               |
| Marc Gilbertson                                             | 50 km vrije stijl (m)         | 52e       | 2:24.37,5 (+19.29,3)                                |
| Marcus Nash                                                 | 10 km klassiek (m)            | 78e       | 32.11,9 (+4.47,4)                                   |
| Marcus Nash                                                 | 30 km klassiek (m)            | 49e       | 1:44.37,7 (+10.41,9)                                |
| Marcus Nash                                                 | 50 km vrije stijl (m)         | 35e       | 2:17.37,8 (+12.29,6)                                |
| Marcus Nash                                                 | achtervolging 10 km+15 km (m) | dns       | niet gestart 15 km (10 km:32.11 + 15 km:dns)        |
| Justin Wadsworth                                            | 10 km klassiek (m)            | 47e       | 30.26,3 (+3.01,8)                                   |
| Justin Wadsworth                                            | 30 km klassiek (m)            | 37e       | 1:42.21,1 (+8.25,3)                                 |
| Justin Wadsworth                                            | achtervolging 10 km+15 km (m) | 44e       | +5.40,3 (10 km:30.26 + 15 km:42.16,0)               |
| Patrick Weaver                                              | 10 km klassiek (m)            | 43e       | 30.04,4 (+2.39,9)                                   |
| Patrick Weaver                                              | 30 km klassiek (m)            | dnf       | opgave                                              |
| Patrick Weaver                                              | 50 km vrije stijl (m)         | 44e       | 2:20.37,7 (+15.29,5)                                |
| Patrick Weaver                                              | achtervolging 10 km+15 km (m) | 40e       | +5.29,4 (10 km:30.04 + 15 km:42.27,1)               |
| Team Marcus Nash John Bauer Patrick Weaver Justin Wadsworth | 4x10 km estafette (m)         | 17e       | 1:48.16,4 (+7.20,7) 27.19,7 27.53,2 27.07,9 25.55,6 |
|                                                             |                               |           |                                                     |
| Nina Kemppel                                                | 5 km klassiek (v)             | 67e       | 20.29,7 (+2.51,8)                                   |
| Nina Kemppel                                                | 15 km klassiek (v)            | 52e       | 53.57,2 (+7.01,8)                                   |
| Nina Kemppel                                                | achtervolging 5 km+10 km (v)  | dns       | niet gestart 10 km (5 km:20.29 + 10 km:dns)         |
| Suzanne King                                                | 15 km klassiek (v)            | 48e       | 52.58,9 (+6.03,5)                                   |
| Suzanne King                                                | 30 km vrije stijl (v)         | 43e       | 1:34.01,8 (+12.00,3)                                |
| Laura McCabe                                                | 5 km klassiek (v)             | 75e       | 21.06,9 (+3.29,0)                                   |
| Laura McCabe                                                | 30 km vrije stijl (v)         | 49e       | 1:35.09,9 (+13.08,4)                                |
| Laura McCabe                                                | achtervolging 5 km+10 km (v)  | dnf       | opgave 10 km (5 km:21.06 + 10 km:dnf)               |
| Karen Petty                                                 | 5 km klassiek (v)             | 51e       | 19.36,6 (+1.58,7)                                   |
| Karen Petty                                                 | 15 km klassiek (v)            | 47e       | 52.45,3 (+5.49,9)                                   |
| Karen Petty                                                 | 30 km vrije stijl (v)         | 41e       | 1:33.47,3 (+11.45,8)                                |
| Karen Petty                                                 | achtervolging 5 km+10 km (v)  | 52e       | +5.42,3 (5 km:19.36 + 10 km:32.13,2)                |
| Laura Wilson                                                | 5 km klassiek (v)             | 65e       | 20.24,6 (+2.46,7)                                   |
| Laura Wilson                                                | 15 km klassiek (v)            | 53e       | 54.10,4 (+7.15,0)                                   |
| Laura Wilson                                                | 30 km vrije stijl (v)         | 36e       | 1:33.10,6 (+11.09,1)                                |
| Laura Wilson                                                | achtervolging 5 km+10 km (v)  | 57e       | +6.12,5 (5 km:20.24 + 10 km:31.55,4)                |
| Team Karen Petty Suzanne King Laura McCabe Laura Wilson     | 4x5 km estafette (v)          | 15e       | 1:00.51,2 (+5.37,7) 15.45,6 15.33,5 15.04,2 14.27,9 |

### Noordse combinatie
| Olympiër                                                 | Discipline      | Resultaat | Prestatie |
| -------------------------------------------------------- | --------------- | --------- | --- |
| Todd Lodwick                                             | individueel (m) | 20e       | +3.36,3 — schans: 217,0 p — 15 km: 42.33,4 |
| Dave Jarrett                                             | individueel (m) | 30e       | +5.30,9 — schans: 195,0 p — 15 km: 42.16,0 |
| Bill Demong                                              | individueel (m) | 34e       | +5.57,8 — schans: 208,5 p — 15 km: 44.03,9 |
| Tim Tetreault                                            | individueel (m) | 36e       | +6.27,4 — schans: 190,5 p — 15 km: 42.45,5 |
| Team Dave Jarrett Tim Tetreault Bill Demong Todd Lodwick | team (m)        | 10e       | +4.27,1 — schans: 807,0 p — 20 km: 55.53,6 schans: 205,0 p — 5 km: 14.23,0 schans: 197,0 p — 5 km: 14.07,0 schans: 175,5 p — 5 km: 14.18,8 schans: 229,5 p — 5 km: 13.04,8 |

### Rodelen
| Olympiër                    | Discipline | Resultaat | Prestatie                                             |
| --------------------------- | ---------- | --------- | ----------------------------------------------------- |
| Wendel Suckow               | mannen     | 6e        | 3.19,728 (+1,292) (50,069 / 49,871 / 49,908 / 49,880) |
| Adam Heidt                  | mannen     | 9e        | 3.20,098 (+1,662) (50,401 / 49,899 / 49,971 / 49,827) |
| Larry Dolan                 | mannen     | 13e       | 3.21,128 (+2,692) (50,558 / 50,163 / 50,140 / 50,267) |
| Erin Warren                 | vrouwen    | 6e        | 3.25,328 (+1,549) (51,644 / 51,461 / 51,364 / 50,859) |
| Cammy Myler                 | vrouwen    | 7e        | 3.25,475 (+1,696) (51,795 / 51,654 / 51,219 / 50,807) |
| Bethany Calcaterra-McMahon  | vrouwen    | 8e        | 3.25,558 (+1,779) (51,696 / 51,651 / 51,296 / 50,915) |
| Chris Thorpe Gordon Sheer   | dubbel     | Zilver    | 1.41,127 (+0,022) (50,634 / 50,493)                   |
| Mark Grimmette Brian Martin | dubbel     | Brons     | 1.41,217 (+0,112) (50,716 / 50,501)                   |

### Schaatsen
| Olympiër           | Discipline   | Resultaat | Prestatie                   |
| ------------------ | ------------ | --------- | --------------------------- |
| KC Boutiette       | 1000 m (m)   | 8e        | 1.11,75 (+1,11)             |
| KC Boutiette       | 1500 m (m)   | 5e        | 1.50,04 (+2,17)             |
| KC Boutiette       | 5000 m (m)   | 14e       | 6.39,67 (+17,47)            |
| KC Boutiette       | 10.000 m (m) | 8e        | 13.44,03 (+28,70)           |
| Cory Carpenter     | 500 m (m)    | 36e       | 1.15,11 (+3,76) 37,35+37,76 |
| Cory Carpenter     | 1000 m (m)   | 29e       | 1.13,03 (+2,39)             |
| Cory Carpenter     | 1500 m (m)   | 32e       | 1.53,50 (+5,63)             |
| Dave Cruikshank    | 500 m (m)    | 25e       | 1.13,53 (+2,18) 36,67+36,86 |
| Casey FitzRandolph | 500 m (m)    | 6e        | 1.12,20 (+0,85) 35,81+36,39 |
| Casey FitzRandolph | 1000 m (m)   | 7e        | 1.11,64 (+1,00)             |
| Casey FitzRandolph | 1500 m (m)   | 31e       | 1.53,26 (+5,39)             |
| Nate Mills         | 1000 m (m)   | 23e       | 1.12,61 (+1,97)             |
| Marc Pelchat       | 500 m (m)    | 23e       | 1.13,35 (+2,00) 36,94+36,41 |
| Dave Tamburrino    | 1500 m (m)   | 35e       | 1.54,19 (+6,32)             |
| Dave Tamburrino    | 5000 m (m)   | 16e       | 6.41,19 (+18,99)            |
| Dave Tamburrino    | 10.000 m (m) | 16e       | 14.12,00 (+56,67)           |
|                    |              |           |                             |
| Moira d'Andrea     | 500 m (v)    | 19e       | 1.19,92 (+3,32) 39,83+40,09 |
| Moira d'Andrea     | 1000 m (v)   | 9e        | 1.18,38 (+1,87)             |
| Moira d'Andrea     | 1500 m (v)   | 14e       | 2.02,47 (+4,89)             |
| Kirstin Holum      | 3000 m (v)   | 6e        | 4.12,24 (+4,95)             |
| Kirstin Holum      | 5000 m (v)   | 7e        | 7.14,20 (+14,59)            |
| Catherine Raney    | 3000 m (v)   | 22e       | 4.22,55 (+15,26)            |
| Jennifer Rodriguez | 1000 m (v)   | 13e       | 1.19,19 (+2,68)             |
| Jennifer Rodriguez | 1500 m (v)   | 8e        | 2.00,97 (+3,39)             |
| Jennifer Rodriguez | 3000 m (v)   | 4e        | 4.11,64 (+4,35)             |
| Jennifer Rodriguez | 5000 m (v)   | 10e       | 7.16,78 (+17,17)            |
| Amy Sannes         | 500 m (v)    | 26e       | 1.20,90 (+4,30) 40,41+40,49 |
| Becky Sundstrom    | 500 m (v)    | 17e       | 1.19,86 (+3,26) 40,20+39,66 |
| Becky Sundstrom    | 1000 m (v)   | 6e        | 1.18,23 (+1,72)             |
| Becky Sundstrom    | 1500 m (v)   | 12e       | 2.01,81 (+4,23)             |
| Chris Witty        | 500 m (v)    | 10e       | 1.18,53 (+1,93) 39,09+39,44 |
| Chris Witty        | 1000 m (v)   | Zilver    | 1.16,79 (+0,28)             |
| Chris Witty        | 1500 m (v)   | Brons     | 1.58,97 (+1,39)             |

### Schansspringen
| Olympiër                                             | Discipline                     | Resultaat | Prestatie |
| ---------------------------------------------------- | ------------------------------ | --------- | --- |
| Alan Alborn                                          | normale schans individueel (m) | 42e       | 79,5 punten 79,5 p. (74,0 m) + niet geplaatst voor tweede ronde                                                                                              |
| Alan Alborn                                          | grote schans individueel (m)   | 44e       | 82,5 punten 82,5 p. (102,5 m) + niet geplaatst voor tweede ronde                                                                                             |
| Casey Colby                                          | normale schans individueel (m) | 42e       | 79,5 punten 79,5 p. (73,0 m) + niet geplaatst voor tweede ronde                                                                                              |
| Casey Colby                                          | grote schans individueel (m)   | 30e       | 165,8 punten 96,2 p. (109,0 m) + 69,6 p. (97,0 m) |
| Brendan Doran                                        | normale schans individueel (m) | 52e       | 69,5 punten 69,5 p. (68,5 m) + niet geplaatst voor tweede ronde                                                                                              |
| Brendan Doran                                        | grote schans individueel (m)   | 58e       | 58,7 punten 58,7 p. (91,5 m) + niet geplaatst voor tweede ronde                                                                                              |
| Randy Weber                                          | normale schans individueel (m) | 49e       | 74,5 punten 74,5 p. (71,0 m) + niet geplaatst voor tweede ronde                                                                                              |
| Randy Weber                                          | grote schans individueel (m)   | 50e       | 75,3 punten 75,3 p. (98,5 m) + niet geplaatst voor tweede ronde                                                                                              |
| Team Mike Keuler Alan Alborn Randy Weber Casey Colby | grote schans team (m)          | 12e       | 490,7 punten 65,6 p. (94,5 m) + 72,5 p. (97,5 m) 50,7 p. (86,5 m) + 69,3 p. (96,0 m) 41,6 p. (82,0 m) + 68,0 p. (95,0 m) 53,6 p. (87,0 m) + 69,4 p. (98,0 m) |

### Shorttrack
| Olympiër                                                             | Discipline           | Resultaat | Prestatie                                                                         |
| -------------------------------------------------------------------- | -------------------- | --------- | --------------------------------------------------------------------------------- |
| Andy Gabel                                                           | 500 m (m)            | 7e        | B-finale: 43,072, hf 2 (4e): 59,811, kf 2 (3e): 44,124, vr 1 (2e): 43,899         |
| Andy Gabel                                                           | 1000 m (m)           | 4e        | Finale: 1.33,518, hf 1 (1e): 1.32,985, kf 4 (3e): 1.35,641, vr 3 (2e): 1.31,672   |
| Scott Koons                                                          | 1000 m (m)           | 25e       | dnq, vr 7 (4e): 1.31,110                                                          |
| Rusty Smith                                                          | 500 m (m)            | 22e       | dnq, vr 4 (3e): 44,584                                                            |
| Rusty Smith                                                          | 1000 m (m)           | 13e       | dnq, kf 3 (4e): 1.39,775, vr 8 (1e): 1.33,326                                     |
| Daniel Weinstein                                                     | 500 m (m)            | 17e       | dnq, vr 7 (3e): 43,492                                                            |
| Eric Flaim Andy Gabel Tom O'Hare Rusty Smith                         | 5000 m aflossing (m) | 6e        | B-finale: 7.02,014, hf 2 (4e): 7.16,724                                           |
|                                                                      |                      |           |                                                                                   |
| Erin Gleason                                                         | 500 m (v)            | 13e       | dnq, kf 4 (4e): 46,425, vr 2 (2e): 48,767                                         |
| Erin Gleason                                                         | 1000 m (v)           | 18e       | dnq, vr 1 (3e): 1.36,965                                                          |
| Amy Peterson                                                         | 500 m (v)            | 19e       | dnq, vr 7 (3e): 46,764                                                            |
| Amy Peterson                                                         | 1000 m (v)           | 4e        | B-finale: 1.37,348, hf 2 (4e): 1.35,644, kf 4 (2e): 1.36,274, vr 5 (1e): 1.33,530 |
| Erin Porter                                                          | 500 m (v)            | 28e       | dnq, vr 1 (4e): 1.04,113                                                          |
| Erin Porter                                                          | 1000 m (v)           | 28e       | dnq, vr 2 (4e): 1.52,939                                                          |
| Erin Gleason Caroline Hallisey Amy Peterson Erin Porter Cathy Turner | 3000 m aflossing (v) | 5e        | B-finale: 4.26,253, hf 2 (4e): 4.33,352                                           |

### Snowboarden
| Olympiër           | Discipline       | Resultaat | Prestatie                            |
| ------------------ | ---------------- | --------- | ------------------------------------ |
| Ross Powers        | halfpipe (m)     | Brons     | 82,1 p. kwal. 1: 38,0 kwal. 2:39,4 q |
| Todd Richards      | halfpipe (m)     | 16e       | 69,6 p. kwal. 1: 32,4 kwal. 2:39,5 q |
| Ron Chiodi         | halfpipe (m)     | 31e       | dnq kwal. 1: 29,0 kwal. 2:32,1       |
| Chris Klug         | reuzenslalom (m) | 6e        | 2.05,25 (+1,29) 59,38+1.05,87        |
| Mike Jacoby        | reuzenslalom (m) | 17e       | 2.11,80 (+7,84) 1.03,53+1.08,27      |
| Adam Hostetter     | reuzenslalom (m) | dq-1      | diskwalificatie run 1                |
| Shannon Dunn       | halfpipe (v)     | Brons     | 72,8 p. kwal. 1: 33,3 kwal. 2:36,6 q |
| Cara-Beth Burnside | halfpipe (v)     | 4e        | 72,6 p. kwal. 1: 36,7 q              |
| Barrett Christy    | halfpipe (v)     | 14e       | dnq kwal. 1: 30,3 kwal. 2:31,6       |
| Michelle Taggart   | halfpipe (v)     | 19e       | dnq kwal. 1: 26,1 kwal. 2:25,5       |
| Sondra Van Ert     | reuzenslalom (v) | 12e       | 2.26,56 (+9,22) 1.17,89+1.08,67      |
| Rosey Fletcher     | reuzenslalom (v) | dnf-1     | opgave run 1                         |
| Lisa Kosglow       | reuzenslalom (v) | dnf-1     | opgave run 1                         |
| Betsy Shaw         | reuzenslalom (v) | dq-1      | diskwalificatie run 1                |

### IJshockey
| Olympiër | Discipline | Resultaat | Prestatie |
| --- | ---------- | --------- | --- |
| John Vanbiesbrouck Mike Richter Chris Chelios Brian Leetch Gary Suter Derian Hatcher Kevin Hatcher Mathieu Schneider Keith Carney Bryan Berard Mike Modano Bill Guerin Brett Hull Pat LaFontaine Jeremy Roenick John LeClair Keith Tkachuk Doug Weight Jamie Langenbrunner Adam Deadmarsh Tony Amonte Joel Otto | mannen     | 6e        | Hoofdronde groep D: 2- 4 Verenigde Staten - Zweden 5- 2 Verenigde Staten - Wit-Rusland 1- 4 Verenigde Staten - Canada Kwartfinale: 1- 4 Verenigde Staten - Tsjechië                                           |
| Chris Bailey Laurie Baker Alana Blahoski Lisa Brown Karyn Bye Colleen Coyne Sara DeCosta Tricia Dunn Cammi Granato Katie King Shelley Looney Sue Merz Allison Mleczko Tara Mounsey Vicki Movsessian Angela Ruggiero Jenny Schmidgall Sarah Tueting Gretchen Ulion Sandra Whyte                                  | vrouwen    | Goud      | Groepsfase: 5- 0 Verenigde Staten - China 7- 1 Verenigde Staten - Zweden 4- 2 Verenigde Staten - Finland 10- 0 Verenigde Staten - Japan 7- 4 Verenigde Staten - Canada Finale: 3- 1 Verenigde Staten - Canada |

Amerikaanse Maagdeneilanden · Andorra · Argentinië · Armenië · Australië · Azerbeidzjan · België · Bermuda · Bosnië en Herzegovina · Brazilië · Bulgarije · Canada · Chili · China · Chinees Taipei · Cyprus · Denemarken · Duitsland · Estland · Finland · Frankrijk · Georgië · Griekenland · Groot-Brittannië · Hongarije · Ierland · IJsland · India · Iran · Israël · Italië · Jamaica · Japan · Joegoslavië · Kazachstan · Kenia · Kirgizië · Kroatië · Letland · Liechtenstein · Litouwen · Luxemburg · Macedonië · Moldavië · Monaco · Mongolië · Nederland · Nieuw-Zeeland · Noord-Korea · Noorwegen · Oekraïne · Oezbekistan · Oostenrijk · Polen · Portugal · Puerto Rico · Roemenië · Rusland · Slovenië · Slowakije · Spanje · Trinidad en Tobago · Tsjechië · Turkije · Uruguay · Venezuela · Verenigde Staten · Wit-Rusland · Zuid-Afrika · Zuid-Korea · Zweden · Zwitserland